# 대서양 원형가옥

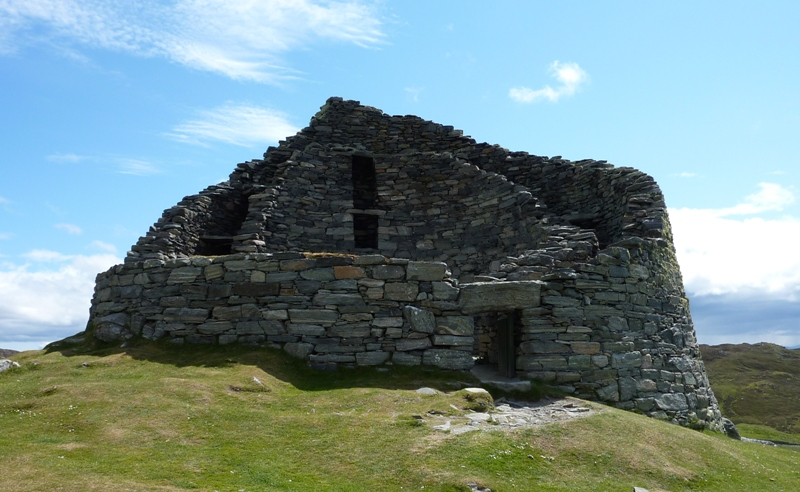
둔 카를라와(복잡형 원형가옥의 일종인 브라흐).

대서양 원형가옥(Atlantic roundhouse)이란 고고학에서, 스코틀랜드 북서부, 헤브리디스, 그리고 북방 군도에서 발견되는 철기시대의 석조건물들이다.
대서양 원형가옥은 철기시대 메쌓기 석조건물의 일종인데, 지역마다 형태가 조금씩 다르며 크게 "단순형(simple)"과 "복잡형(complex)"의 두 가지 유형으로 나뉜다. 고고학 이론에 따르면 이 원형가옥들은 스캐러 브레이 같은, 외관이 땅에 묻혀 잘 드러나지 않는 건물형태에서 벗어나, 땅 밖으로 외관이 잘 드러나는 건물로 진화하는 이행기의 형태라고 생각된다.
브라흐, 둔, 바퀴가옥들도 복잡형 대서양 원형가옥의 일종이다.
벽은 돌을 메쌓기 했지만 지붕은 다른 지역의 원형가옥들처럼 목재를 원뿔 모양으로 엮어 만들었을 것으로 생각된다.
던베건 공동체신탁이 복권 기금의 지원을 받아 스카이섬에 대서양 원형가옥을 보존하는 사업을 하고 있다.

## 같이 보기
- 브라흐
- 크라노그
- 클레그하크